# Croft Manor
Croft Manor (anche chiamato La casa di Lara o La Palestra) è un luogo immaginario ricorrente nella serie di videogames Tomb Raider, ovvero l'immensa residenza di Lara Croft, e generalmente funge da livello d'allenamento opzionale per i giocatori inesperti. È uno dei luoghi che caratterizzano la serie sin dalle origini e che da subito l'hanno distinta dai giochi cui traeva ispirazione; è universalmente riconosciuta come uno degli elementi iconici e identificativi della serie al pari delle doppie pistole.
Croft Manor appare sia nei capitoli di Tomb Raider sviluppati dalla Core Design che nella prima trilogia della Crystal Dynamics; tuttavia le magioni presentate nelle due serie sono estremamente differenti. Nella biografia di Lara riscritta dalla Crystal, comunque, viene specificato che Lara possiede tre case, quindi probabilmente quella vista nei capitoli Core era un'altra di quelle in suo possesso. Croft Manor è presente anche nella seconda serie della Crystal Dynamics realizzata in partnership con Square Enix: non compare né viene mai menzionata in Tomb Raider (2013), ma nei sequel Rise of the Tomb Raider e Shadow of the Tomb Raider. Casa Croft compare inoltre in film, fumetti e serie tratti dal franchise.

## Croft Manor nei videogames

### La prima casa di Lara
Nei primi tre Tomb Raider (1, 2, 3) realizzati dalla Core Design, la Casa di Lara è un livello opzionale selezionabile dal menu principale di gioco. Fin dalle origini è stata pensata come una grande area di allenamento, utile per i giocatori meno esperti per impratichirsi con i comandi di gioco e anche per quelli più abili (in Tomb Raider 2 e 3) per mettersi alla prova con i percorsi d'allenamento cronometrati.
Secondo alcune dichiarazioni l'aspetto del primo maniero fu ispirato da Kedleston Hall anche se le somiglianze con Compton Wynyates sono più evidenti, soprattutto nel FMV iniziale visibile quando si seleziona il livello dal menu di gioco; Heather Stevens (nata Gibson), la level designer responsabile dei livelli della Casa di Lara presenti nel primo e nel secondo Tomb Raider, ha dichiarato che per la sua realizzazione si sono ispirati all'architettura dei manieri di campagna nel Regno Unito, per cui Croft Manor è effettivamente facilmente riconoscibile come una casa inglese d'epoca, ma il suo aspetto non è basato su nessuna di queste in particolare.

#### Tomb Raider(1996)
Nel primo capitolo della serie Croft Manor è composto di poche stanze (Stanza della musica, biblioteca, atrio, sala da ballo e piscina), alcune non ammobiliate (la protagonista spiega di essersi appena trasferita) e non ha spazi esterni. Lara spiega al giocatore come imparare le mosse di base: c'è un brevissimo percorso d'assalto, al termine del quale, una volta usciti dalla piscina, il livello termina bruscamente.
Nella versione per il Sega Saturn questo livello è chiamato The Gym ("la palestra"); esplorando la Casa in questo livello è possibile vedere accanto al portone d'ingresso l'Arca dell'alleanza, un chiaro omaggio al primo film di Indiana Jones I predatori dell'arca perduta.

#### Tomb Raider II
Nel secondo capitolo della serie, Croft Manor viene ampliata con nuove stanze (la soffitta, la cucina e la camera da letto) e spazi esterni. Il percorso d'assalto si sposta sul lato esterno della casa, che comprende anche un giardino e un labirinto di siepi. In questo capitolo il livello d'allenamento, pur rimanendo piuttosto semplice nel gameplay, acquisisce una maggior profondità: il percorso a ostacoli viene cronometrato ed è possibile esplorare a fondo la magione, scoprendo un sotterraneo segreto dove Lara conserva i suoi tesori. A differenza del capitolo precedente e di quello successivo, il livello non termina in un determinato punto: il giocatore ne esce manualmente selezionando l'opzione di uscita dall'apposito menu.
Una delle particolarità introdotte nella Casa in questo secondo capitolo è la presenza del fedele maggiordomo Winston Smith che la segue ovunque recando in mano un vassoio di tè. L'inserimento del personaggio fu una scelta degli sviluppatori per sottolineare il suo lignaggio, rafforzando così l'impressione che lei appartenesse a un'antica famiglia aristocratica; il personaggio ebbe un inaspettato successo ed entrò a far parte dei più famosi personaggi immaginari conosciuti da videogiocatori e non, anche per la sottile vena ironica (è possibile rinchiuderlo nella cella frigorifera). In un'intervista Heather Gibson ha rivelato che, se lo avessero saputo, avrebbero sicuramente creato un gameplay attorno a questo, ad esempio avrebbero potuto creare nuove animazioni extra per il maggiordomo in modo che, se lasciato nel congelatore per alcuni minuti, si sarebbe congelato e il giocatore avrebbe potuto così spingerlo per la casa e attendere fino a quando si fosse scongelato, oppure, se si fosse congelato all'interno di un solido blocco di ghiaccio, avrebbero potuto utilizzarlo per risolvere un puzzle dedicato in cui il giocatore avrebbe dovuto posizionare il blocco in un punto specifico per ottenere l'accesso a una porta o un balcone. Questa modalità è stata effettivamente implementata nella versione remastered del gioco, uscita nel 2024.
In questo gioco Croft Manor è anche la location dell'ultimo livello ("Casa dolce casa"), che include filmati all'inizio e alla fine: i seguaci di Marco Bartoli irrompono nottetempo nella casa di Lara per recuperare il Pugnale di Xian, e Lara li deve sconfiggere in una sorta di sparatutto che accompagna il giocatore verso la scena finale, durante la quale Lara romperà la quarta parete e si rivolgerà direttamente a lui. Quello che è diventato nel tempo uno dei momenti più memorabili del gioco è in realtà nato da scadenze serrate: Gavin Rummery, programmatore dei primi due Tomb Raider, ha affermato che il gioco doveva finire dopo la battaglia del drago, ma non sembrava una conclusione soddisfacente; da lì nacque l'idea di inserire un epilogo, ma per motivi di tempo decisero di riutilizzare Croft Manor inserendo solo una battaglia campale in cui Lara avrebbe dovuto difendere la sua casa; il livello termina con la famosa "scena della doccia" in cui Lara Croft spara al giocatore, introdotta dal team di sviluppo in risposta alle domande sui nude cheats.

#### Tomb Raider III
In questo capitolo, Croft Manor viene ulteriormente ampliata: sono disponibili le pistole e c'è un percorso per quad bike al posto del labirinto. Alcune stanze sono state modificate: la biblioteca conduce a un ampio passaggio segreto che la collega con la soffitta; la camera del tesoro è diventata un acquario e nella sala da ballo è stata allestita una palestra simile a quella del primo capitolo.
Il giocatore può uscire manualmente dal livello selezionando l'apposita opzione dal menu di gioco, oppure può far terminare il livello in qualsiasi momento aprendo il cancello principale della casa e uscendo nella strada adiacente.
Inoltre è presente anche una stanza segreta in cui compaiono gli artefatti raccolti da Lara Croft nei capitoli precedenti: il Pugnale di Xian e quella che a prima vista può sembrare la Maschera di Tornarsuk, recuperati in Tomb Raider II e nel relativo episodio Gold (Tomb Raider II: The Golden Mask); in realtà quest'ultima è un omaggio all'Idolo della fertilità che Indiana Jones recupera (e poi perde) in Perù all'inizio del primo film I predatori dell'arca perduta. In accordo con quanto riportato nella Tomb Raiders Traveler's Guide da Richard Morton, capo level designer di Tomb Raider III, l'aspetto dell'idolo d'oro che appare nella teca all'interno della Croft Manor è frutto di uno scherzo interno al team di sviluppo, in quanto il suo aspetto venne ricreato mescolando l'immagine dell'idolo d'oro trovato da Indiana Jones ne I predatori dell'arca perduta e il volto di Mike Schmitt, produttore Eidos. Per motivi di continuità molti giocatori, nonostante le sue dichiarazioni, continuarono a pensare che quella nella teca fosse la Maschera di Tornarsuk. Per sciogliere il bandolo della matassa venne interpellato sulla questione Phil Campbell, project leader dei livelli di "Tomb Raider II: the Golden Mask" che riferì che, prima che lui scrivesse "The Golden Mask of Tornarsuk", la stanza dei tesori di Tomb Raider III era già stata pubblicata. Nella stanza dei trofei è possibile vedere, sempre all'interno di alcune teche, i pezzi dello Scion di Atlantide che Lara ha distrutto nel primo capitolo della serie (anche se, in via teorica, non sono mai stati recuperati), e anche l'Iride, artefatto importante nei due capitoli successivi del videogioco: la sua presenza qui fa intuire che il flashback in Tomb Raider Chronicles (ambientato nel passato) relativo al suo recupero nei livelli ambientati nel grattacielo delle industrie Von Croy a New York possa far riferimento a un episodio avvenuto tra il secondo e il terzo capitolo della serie.

#### Tomb Raider: The Last RevelationeTomb Raider: Chronicles
In questi due capitoli Croft Manor non compare. Nel quinto episodio, tuttavia, gran parte dei filmati sono ambientati nella casa di Lara, che ha un ruolo molto importante per lo svolgimento della trama. Nei filmati vengono mostrate anche nuove stanze e dettagli.

#### Tomb Raider: The Angel of Darkness
Nei piani iniziali, Croft Manor doveva essere presente anche nel sesto capitolo della serie. Nelle primissime fasi di lavorazione, Lara Croft era stata immaginata profondamente sconvolta dalla sua avventura del quarto capitolo, tanto da farla arrivare ad avere allucinazioni e momenti di buio: un livello del gioco avrebbe dovuto essere ambientato in una versione distorta di Croft Manor, frutto delle sue visioni. Secondo quanto dichiarato da Adrian Heath-Smith, uno dei responsabili della Core Design, gli sviluppatori avevano preso in considerazione di creare un totale scompiglio nella vita di Lara, rendendola alcoolizzata e facendo bruciare Croft Manor, così da portarla a un punto di rottura dal quale lei avrebbe dovuto riscuotersi e reagire, ma poi si resero conto che fosse una scelta estrema. Successivamente, con la riscrittura del personaggio, questa idea fu accantonata.

### Croft Manor
A partire da Tomb Raider: Legend e per tutti e tre i capitoli della trilogia Crystal Dynamics, la casa di Lara viene reintegrata nell'universo di Tomb Raider, ufficialmente ribattezzata Croft Manor. Il design del livello, tuttavia, non corrisponde a quello dei capitoli Core Design, ma riprende l'abitazione vista nei primi due film.

#### Tomb Raider: Legend
Nel settimo capitolo, il primo realizzato dalla Crystal Dynamics, Croft Manor viene reinserito come livello opzionale d'allenamento, con un ambiente totalmente rinnovato. Il nuovo Croft Manor presenta un gran numero di stanze, funzionali all'allenamento e alla risoluzione di enigmi. La stanza principale è identica a quella dei film, con le colonne e i portici al piano di sopra. In questo capitolo non è presente l'esterno della villa e gli ambienti, solo interni, includono la camera di Lara, la biblioteca, l'ufficio di Zip, la dépendance con piscina e una palestra attrezzata. Oltre a Lara sono presenti Zip (già apparso nel quinto episodio), Alister e Winston, con un nuovo rendering in 3D. Nella camera di Lara è possibile accedere all'armadio per cambiare costume, mentre nelle altre stanze è possibile recuperare l'equipaggiamento di Lara (pistole, binocolo, rampino, PLS). Croft Manor è accessibile dal menu principale in qualsiasi momento dell'avventura, ma solo dopo aver completato il primo livello si potrà accedere alle varie stanze; oltre a esplorarlo e imparare le nuove mosse, il giocatore può trovare numerose ricompense risolvendo alcuni enigmi. Inoltre, due filmati del gioco principale sono ambientati nel maniero.

#### Tomb Raider: Anniversary
Nel remake del primo episodio della serie Croft Manor è ulteriormente ampliato: viene dotato di ambienti esterni (un giardino con labirinto) e alcune nuove stanze, come quella dei trofei dove si raccolgono le reliquie trovate nel gioco e la sala della musica dove si può ascoltare la colonna sonora del gioco. Alcuni ambienti sono stati modificati: al posto dell'ufficio di Zip si trova una grande pila di scatoloni (omaggio al primo gioco,), la palestra è stata modificata per far apprendere le nuove mosse del gioco e la dépendance della piscina è ancora in costruzione.
Pur non essendo lineare, il livello ha un filmato d'inizio e come nel gioco precedente si possono recuperare le pistole, il rampino e il diario. All'inizio del livello alcune stanze sono chiuse e i passaggi segreti bloccati; una volta risolti tutti gli enigmi sarà possibile aprire una stanza segreta dove compariranno le statistiche, dopodiché sarà possibile esplorare il maniero a piacimento per trovare reliquie e segreti e completare la corsa a tempo.
Nella versione Wii la struttura della casa è stata modificata: la sala trofei è infatti una grande stanza sotterranea, separata da quella della musica.

#### Tomb Raider: Underworld
In questo gioco, Croft Manor è strettamente collegato alla trama: la storia ha inizio proprio con una drammatica scena in cui esso viene distrutto per mano dell'alter ego di Lara, a cui segue un breve livello d'allenamento (non opzionale). Lo stesso livello sarà riproposto nella parte centrale del gioco. Non è possibile esplorare Croft Manor fuori dalla partita.
Più avanti nell'avventura viene inoltre rivelato che Croft Manor sorge al di sopra di alcuni ambienti antichi come cripte, catacombe e percorsi che Lara dovrà esplorare per progredire nella trama. Proprio in queste catacombe è ambientato il livello DLC Sotto le ceneri (esclusivo per Xbox 360).

### Croft Manor neiTomb Raiderdi Square Enix
La casa di Lara compare anche nella serie di Tomb Raider pubblicata da Square Enix, inaugurata con Tomb Raider del 2013, a partire però dal secondo episodio della serie Rise of the Tomb Raider. La storia della dimora è stata parzialmente riscritta per adattarsi alla nuova biografia di Lara Croft e alla storia della sua famiglia. In questa serie le sezioni ambientate a Croft Manor fanno parte del gioco principale, e non fungono da allenamento opzionale.

#### Tomb Raider(2013)
Nel primo capitolo del reboot Croft Manor non compare né viene mai menzionata.

#### Rise of the Tomb Raider
Nel secondo capitolo del reboot Croft Manor appare fugacemente in alcuni filmati. Gli esterni sono simili a quella di Tomb Raider Underworld, ma la villa pare abbandonata da molti anni. In questo capitolo si scopre che Lara vive in un vecchio appartamento e che per qualche ragione non può ritornare nella villa, nella quale è cresciuta assieme al padre e alla sua compagna.
Nel DLC Baba-Jaga, quando Lara sarà sotto l'effetto di alcune macabre visioni, vedrà dinnanzi a lei alcune parti del Maniero Croft (il corridoio che dà l'accesso allo studio del padre e lo stesso studio), ma saranno solo frutto delle sue allucinazioni.
Un DLC ambientato a Croft Manor, dal titolo Legami di sangue, permette al giocatore di esplorare gli interni della vecchia residenza e di rivelarne i numerosi segreti. Qui Lara dovrà ritrovare il contratto del maniero per sottrarlo dalle grinfie dello zio Atlas De Mornay, che ne rivendica la proprietà. Esaminando le lettere di Atlas si scopre che l'indirizzo di Croft Manor è Abbingdon Road 142, Guildford, Surrey, Inghilterra, mentre il CAP è AL9 5NG. L'indirizzo può essere un riferimento ai primi capitoli di Tomb Raider, nei quali si specificava che Lara avesse il titolo di duchessa di Abbingdon; il codice postale invece somiglia a quello che nella realtà è associato a Hatfield House, la magione usata come modello per Croft Manor nei primi film di Tomb Raider con protagonista Angelina Jolie; tuttavia questo edificio si trova nell'Hertfordshire, non nel Surrey. In questo DLC si possono esplorare alcune stanze del maniero, i cui interni differiscono dai precedenti giochi. Trovando dei documenti nascosti si scopre che Lara avrebbe vissuto in questa casa fino a pochi anni prima, quando suo padre si era suicidato per il dolore di non riuscire a trovare un rimedio per la morte della moglie.
Una modalità di gioco esclusiva di questo DLC, chiamata Lara's Nightmare, vede Lara aggirarsi nella stessa mappa di Croft Manor infestata da zombi e altri mostri.
Sulla console PlayStation 4 il livello Legami di sangue può essere affrontato anche con il sistema di realtà virtuale PlayStation VR.
Nel DLC Legami di sangue è possibile recuperare anche alcune reliquie che rimandano a vecchi titoli della serie; inoltre, si può leggere una lettera del maggiordomo Winston in cui il personaggio dichiara di essere stato chiuso nella cella frigorifera da Lara, chiaro riferimento alla simpatica usanza dei giocatori in Tomb Raider II.

#### Shadow of the Tomb Raider
Nel terzo episodio del reboot Croft Manor è presente in un livello flashback non opzionale nel quale è possibile controllare Lara da bambina. In questo livello si potranno esplorare i giardini attorno al maniero, del quale si vedono le facciate esterne, i tetti e alcuni interni tra cui un corridoio e la biblioteca. Si potranno risolvere alcuni enigmi, raccogliere documenti e reliquie e scoprire una stanza segreta che contiene elementi utili per il prosieguo della trama principale. Inoltre a Croft Manor si ambienta una brevissima scena post-credit, dove appare anche il fedele maggiordomo Winston. Croft Manor appare poi brevemente nel DLC The Nightmare, pubblicato nel gennaio 2019.

#### Lara Croft GO
Croft Manor compare anche nel DLC del videogame per cellulari, tablet, PC, Linux, macOS, PS4 e PS Vita Lara Croft GO intitolato Lo specchio degli spiriti (Mirror of Spirits); in questo titolo Lara dovrà attraversare alcune stanze del maniero rese distorte dal potere di un artefatto magico, risolvendo alcuni enigmi e uccidendo dei nemici. La Casa di Lara è stata scelta dal team di sviluppo come elemento rappresentativo della serie perché fortemente caratterizzante e coinvolgente a livello emotivo ed inserita all'interno di questo DLC come tributo al franchise in occasione delle celebrazioni del ventennale della serie di Tomb Raider

## In altri media
Croft Manor compare nei film e nell'anime tratti dal videogioco. Nei primi due film tratti dal videogame, le scene ambientate a Croft Manor sono state girate a Hatfield House, nell'Hertfordshire, palazzo vittoriano utilizzato anche per alcuni film della serie di Batman. Nel reboot cinematografico della serie, uscito nel 2018, le scene a Croft Manor sono state girate presso Wilton House a Salisbury e a Forest Hall Estate in Sudafrica.

### Lara Croft: Tomb Raider
Nel primo film sono molte le scene ambientate a Croft Manor, come quella dell'allenamento di Lara Croft appesa al soffitto con le corde elastiche nella sala grande del maniero e la seguente irruzione dei mercenari al soldo del nemico Manfred Powell. Secondo una battuta del film, la casa ha 83 stanze e dispone tra l'altro di un planetario, di una sala allenamenti dalle fattezze di un antico tempio e di un giardino ove è collocato il monumento funebre del padre di Lara, dall'aspetto di una tenda da campo. Secondo quanto dichiarato da Kirk Petruccelli, scenografo del film, la sala principale di Croft Manor presentava una concezione interessante di come classico e moderno potessero fondersi assieme: da una parte doveva essere la tipica casa storica in stile elisabettiano, con un'imponente scalinata e gallerie; dall'altra, divisa da una parete di vetro alta dal pavimento al soffitto, doveva ospitare la base delle operazioni di Lara, moderna e tecnologica, completa di pannelli di controllo high tech e monitor. Oltre Hatfield House, alcune scene sono state girate nel Museo di Storia Naturale di Londra.

### Lara Croft: Tomb Raider - La culla della vita
Nel secondo film Croft Manor viene visto solo di sfuggita. Viene mostrata una grandissima biblioteca, non vista nel primo film.

### Tomb Raider(2018)
Nel reboot della serie, Croft Manor viene visto solo dall'esterno. Nelle scene si vede un parco e il mausoleo della famiglia Croft, il quale cela l'ingresso al laboratorio segreto del padre di Lara.

### Tomb Raider - La leggenda di Lara Croft
Nell'anime, che costituisce il sequel dei capitoli reboot, Croft Manor appare come residenza principale di Lara. Dalla magione, nel primo episodio viene rubato un prezioso artefatto che darà il via alla nuova avventura di Lara. L'aspetto del maniero è quello visto in Shadow of the Tomb Raider.

## Altre apparizioni
Croft Manor è un'ambientazione del gioco PowerWash Simulator, nel DLC uscito a febbraio 2023. In questo livello si dovrà ripulire completamente il maniero dalla sporcizia, andando a scoprire stanze segrete e alcune easter egg relative al mondo di Tomb Raider. In questo caso Croft Manor ha l'aspetto che aveva nei giochi classici della Core Design.
Nel 2025 Croft Manor è uno dei due tabelloni disponibili nell'edizione Tomb Raider di Pinball FX di Zen Studios.